# Рашинг, Джимми
Джеймс Эндрю Рашинг (англ. James Andrew Rushing, более известен как Джимми Рашинг (англ. Jimmy Rushing); 26 августа 1901 , Оклахома-Сити, Оклахома, США — 8 июня 1972,  Нью-Йорк, США) — американский джазовый певец. Член Зала славы блюза (2024) 

## Биография
Джеймс Рашинг родился в семье музыкантов. Его отец был трубачом, а мать и братья — певцами. Рашинг начал изучение музыкальной теории в Oklahoma City’s Douglass High School и затем продолжил обучение в колледже университета Wilberforce University в Огайо (который бросил через пару лет занятий). Сначала Рашинг учился играть на скрипке. На занятия блюзовой музыкой его сподвиг пример его дяди Уэсли Мэннинга и Джорджа «Fathead» Томаса, которые были заняты в группе McKinney’s Cotton Pickers. В 1921 году Рашинг перебрался в Лос-Анджелес где он с 1923 года стал играть на рояле и петь в коллективе Джелли Ролла Мортона, а также был занят в гастролирующей группе Билли Кинга. В 1926 году Джимми Рашинг, бросив занятия музыкой, вернулся в Оклахома-Сити, где работал в кафе, принадлежащем его отцу. В 1927 году он стал работать в оркестре Page’s Blue Devils из Литл-Рока, Арканзас, а в 1929 году, как и многие из этого оркестра, присоединился к группе Бенни Моутена из Канзас-Сити. После смерти Моутена, в 1935 году Джимми Рашинг присоединился к оркестру Каунта Бэйси, переехал с ним в Нью-Йорк, и был в составе этого коллектива в течение долгого времени, вплоть до распада группы. В составе оркестра Каунта Бэйси в 1942 году Джимми Рашинг записал свой самый известный хит Mr. Five by Five, по которому и получил своё одноимённое прозвище (которое ещё и отвечал габаритам певца). Отмечается, что наибольший вклад в успех коллектива Каунта Бейси внёс именно Джимми Рашинг.
Около 1950 года оркестр Каунта Бэйси распался, и Джимми Рашинг начал сольную карьеру. В течение этой карьеры, он выступал и записывался в качестве гостя с различными коллективами, так в 1958 году выпустил пластинку вместе с Бенни Гудманом в 1959 году он записался с Дюком Эллингтоном на его пластинке Jazz Party, в 1960 году записался с известным кул-джаз коллективом The Dave Brubeck Quartet, и по отзыву одного из критиков, пластинка имела «неожиданный успех». В 1958 году Джимми Рашинг провёл успешные гастроли в Великобритании, и запись одного из выступлений в 2009 году была выпущена на компакт-диске.
В 1960-е годы Джимми Рашинг был занят больше, чем когда-либо. Он выступал с такими музыкантами и коллективами, как Дэйв Брубек, Телониус Монк, Эдди Кондон, Джо Ньюман, Harry James Orchestra, и, естественно, с Бенни Гудманом и Каунтом Бэйси. Джимми Рашинг выступал практически на всех крупных джазовых фестивалях.
В 1969 году сыграл небольшую роль в фильме "Древо Науки".
В 1971 году Джимми Рашинг узнал о том, что болен лейкемией и прекратил карьеру. Музыкант умер 8 июня 1972 года в госпитале в Нью-Йорке, похоронен на кладбище Maple Grove Cemeterу в Куинсе. В год смерти Джимми Рашинг был признан критиками журнала DownBeat лучшим джазовым певцом, а его посмертный альбом The You And Me That Used To Be признан джазовым альбомом года.
Джимми Рашинг был дважды женат, от второго брака имел двух сыновей.
Изображение Джимми Рашинга, среди восьми джазовых музыкантов, помещено на одну из почтовых марок США из набора American Music Series: Jazz Singers Issue 1994 года.
Melody Maker признавала Джимми Рашинга лучшим певцом в 1957, 1958, 1959 и 1960 годах. DownBeat, помимо 1972 года, признавал его лучшим вокалистом в 1958, 1959 и 1960 годах.

## Творчество
Джимми Рашинг обладал мощным голосом в диапазоне от баритона до тенора и мог петь так, что его голос заглушал духовые в биг-бэнде. Каунт Бэйси утверждал, что ему не было равных среди блюзовых певцов, но сам Рашинг думал о себе, как о балладном вокалисте. Дейв Брубек заявил, что Джимми Рашинг — отец всех блюзовых певцов. Рашинг в поздние годы жизни говорил, что «Я не знаю, к какому сорту блюзовых певцов вы меня отнесёте. Я просто пою блюз.»
Джимми — блюзовый певец в стиле Джимми Визерспуна; однако инструментальное сопровождение большинства его работ джазовое
Оригинальный текст (англ.)Jimmy is a Blues singer in much the same way as Jimmy Witherspoon; however, the instrumentation of much of their work is Jazz-based.
 
По словам Уитни Бэйлетт, критика журнала Нью-Йоркер
Его гибкий, богатый голос и элегантные акценты производят удивительный эффект, когда типичные тексты хулиганских блюзов звучат как песня Ноэла Кауарда
Оригинальный текст (англ.)His supple, rich voice and his elegant accent have the curious effect of making the typical roughhouse blues lyric seem like a song by Noël Coward

Скотт Яноу описывал певца, как:
…идеальный певец биг-бэнда, который был популярен из-за своих способностей петь блюз, но на самом деле, он был способен петь почти всё что угодно.   
Оригинальный текст (англ.)…perfect big band singer, " who "was famous for his ability to sing blues, but in reality he could sing almost anything.

Харуки Мураками включил Джимми Рашинга во вторую книгу Джазовых портретов, сказав, что «Можно взять любую из многочисленных записей Рашинга — и везде он остается неповторимым, легко узнаваемым и энергичным. Казалось, каждый раз, когда он выступал со старыми знакомыми по оркестру Бейси, музыканты переходили на спокойный и мелодичный свинг. В голосе Рашинга звучит естественная отеческая теплота, словно он хочет сказать: «Уж их-то я всех знаю как свои пять пальцев». Во всем этом, без сомнения, чувствуется сухой, милый сердцу дух Канзас-сити.».

## Избранная дискография
- 1955: Jimmy Rushing Sings the Blues
- 1955: Listen to the Blues
- 1956: Cat Meets Chick
- 1957: The Jazz Odyssey of James Rushing Esq.
- 1958: Little Jimmy Rushing and the Big Brass
- 1958: If This Ain't the Blues
- 1960: Brubeck and Rushing – The Dave Brubeck Quartet featuring Jimmy Rushing
- 1960: Rushing Lullabies
- 1960: Jimmy Rushing and the Smith Girls
- 1963: Five Feet of Soul
- 1964: Two Shades of Blue
- 1967: Every Day I Have the Blues
- 1967: Gee, Baby, Ain't I Good to You
- 1967: Who Was It Sang That Song?
- 1967: Blues and Things with
- 1968: Livin' the Blues
- 1986: Sent for You Yesterday
- 1971: The You and Me That Used to Be
- 1971: Goin' to Chicago

## Комментарии
1. ↑  В других источниках называются и 1898, и 1902, 1903 годы рождения, но из фотокопии документа 1938 года, заполненного собственноручно Рашингом, следует 1901 год рождения (по ссылке)